# Olivia Molina

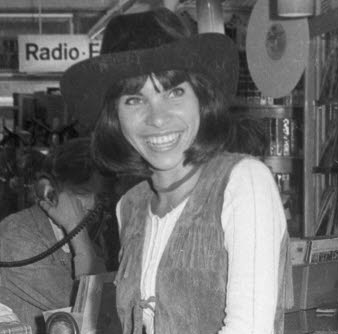
Olivia Molina (1970)

Olivia Molina (* 3. Januar 1946 in Kopenhagen) ist eine deutsch-mexikanische Tango- und Folkloresängerin, die in den 1970er-Jahren im deutschsprachigen Raum vor allem als Schlagersängerin bekannt war und sich auch schauspielerisch betätigte.

## Leben
Ihre Mutter war eine aus Flensburg stammende deutsche Tänzerin. Ihr Vater wurde in San Cristóbal de las Casas im mexikanischen Bundesstaat Chiapas geboren; er war Musiker und Orchesterchef.
Olivia Molinas Karriere begann im Alter von 14 Jahren in Acapulco, Mexiko. Als Schülerin hatte sie ihre ersten Erfolge mit Hits von Paul Anka, Ricky Nelson und Brenda Lee. Molina trat in Clubs und Hotels auf und erhielt bereits als Teenager ihren ersten Plattenvertrag bei dem Schallplattenproduzenten Peerless in Mexiko-Stadt. 1965 hatte sie laut der Biografie ihrer Website einen Hit in Mexiko mit Juego de Palabras.
Im Jahr 1966 siedelte sie nach Deutschland um, nahm Schauspielunterricht und machte etwa ab 1970 Schallplattenaufnahmen in deutscher Sprache. Ihr erster größerer Erfolg war die Aufnahme des Beatles-Hits Let It Be in deutscher Sprache unter dem Titel Aber wie. Dadurch wurde sie im deutschsprachigen Raum bekannt und hatte daraufhin einige kleinere Erfolge.
1972 nahm sie an der deutschen Vorentscheidung zum Grand Prix Eurovision de la Chanson teil. Ihr Beitrag Die größte Manege der Welt kam unter zwölf Teilnehmern auf Platz zehn. 1973 gewann sie den Deutschen Schlagerwettbewerb mit dem Titel Das Lied. Schließlich folgte 1974 ihr wohl kommerziellster Erfolg, das Lied der ARD-Fernsehlotterie Der Weg zum Glück ist frei.
1976 folgte mit dem Album All meine Jahreszeiten eine Abkehr vom Schlagergeschäft. Ein Großteil der enthaltenen Texte schrieb André Heller, das Album enthält auch ein vertontes Gedicht von Rainer Maria Rilke. Auf zwei Liedern ist José Feliciano an der Gitarre zu hören.
Olivia Molina übernahm gelegentlich auch Filmrollen, so in dem von Eberhard Itzenplitz im Jahr 1974 inszenierten Fernsehfilm Der Tod der Schneevögel.
Ende der 1970er Jahre zog sie sich endgültig aus dem Schlager- und Popgeschäft zurück und widmete sich dem Tango. Seither ist sie insbesondere als Sängerin lateinamerikanischer Folklore und Weihnachtsmusik bekannt. Sie selbst bezeichnete 1980 als das Jahr der großen Wende, in dem sie für Adveniat eine Misa Latinoamericana komponierte und sich fortan vor allem mit Weihnachtsliedern befasste. Im selben Jahr stellte sie sich erstmals mit einer Weihnachtstournee vor, die sie bis 2011 alljährlich wiederholte, unter anderem in der Koblenzer Herz-Jesu-Kirche, wo sie am 14. Dezember 2011 letztmals auftrat. Mit dieser letzten Tournee „Olivia Molina – Weihnachtsgala“ feierte sie ihr 50-jähriges Bühnenjubiläum.
Im Jahr 1987 gründete sie den Verein „Patenschaft Kinder Lateinamerikas – Olivia Molina e. V.“ in Bonn, dessen Präsidentin sie wurde.

## Diskografie

### Alben
- 1973: Meine Lieder
- 1974: Song Book
- 1974: So oder so
- 1974: La bamba
- 1974: Ihre grossen Erfolge
- 1975: Live!
- 1976: All meine Jahreszeiten
- 1977: Konzert
- 1978: Frische Spuren
- 1979: Viva
- 1986: Feliz Navidad
- 1987: Mariachi
- 1988: El Tango Argentino
- 1988: Nochebuena
- 1990: Sinceramente
- 1991: Olivia Molina
- 1993: Latin Latin Latin
- 1994: Misa Latinoamericana
- 1994: El Tango
- 1995: Aleluya
- 1997: El Nacimiento
- 1998: Nach all den Jahren
- 1999: Porque te amo
- 1999: Las Posadas
- 2001: Jazz Jazz Jazz
- 2002: La Jornada
- 2002: Navidad en mi tierra
- Libertad

### Singles
- 1965: Juego de palabras
- 1970: Aber wie (Let It Be)
- 1970: Wo und wann
- 1971: So ist Mexiko
- 1973: Das Lied
- 1974: Der Weg zum Glück ist frei
- 1975: Heute Si, morgen No
- 1976: Du, du, du
- 1977: Hard Rock Cafe (deutsche Originalaufnahme)